# 社会主义新农村
社会主义新农村，这一名词最早由前中共中央总书记赵紫阳任職中共广东省委书记时提出，意图改变农村落后面貌，在农村实现水利化、化学化、电气化和机械化，引进国外先进的农场管理技术。这一计划被文革打乱。2005年10月11日中国共产党第十六届中央委员会第五次全体会议通过的《中共中央关于制定国民经济和社会发展第十一个五年规划的建议》，针对以往严重的三农问题，而提出的建设任务。
2006年中共中央与中华人民共和国国务院发布的《中共中央、国务院关于推进社会主义新农村建设的若干意见》又细化了对三农问题的阐述。建设社会主义新农村，总的要求是“生产发展、生活宽裕、乡风文明、村容整洁、管理民主”。
在经济学上，有国家主导投资农村基本建设，扩大内需的意义。